# Okegawa
Okegawa (桶川市 -shi) é uma cidade japonesa localizada na província de Saitama.
Em 2003 a cidade tinha uma população estimada em 73 881 habitantes e uma densidade populacional de 2 924,82 h/km². Tem uma área total de 25,26 km².
Recebeu o estatuto de cidade a 3 de Novembro de 1970.